# Медикал Лейк
Медикал Лейк (на английски: Medical Lake) е град в окръг Споукан, щата Вашингтон, САЩ. Медикал Лейк е с население от 3758 жители (2000) и обща площ от 9,5 km². Намира се на 739 m надморска височина. ЗИП кодът му е 99022, а телефонният му код е 509.